# 작동 성비
성적 생식의 진화 생물학에서, 작동 성비(operational sex ratio , OSR)는 짝짓기 준비가 되어있는 성적으로 선택권이 있는 암컷(또는 배우자)과 짝짓기를 할 수 있는 동성들과 암컷을 두고 서로 경쟁하는 수컷(또는 이성 배우자)의 비율이다. 이것은 일종의 성비이지만  수정 가능한 암컷 대 성적으로 번식능력이 있는 수컷에 대한  비율인 신체적 성적 비율인 성비와는 구분된다.

## 작동 성비의 균형성
| 투자(비용)                        | 배우자1                           | 배우자2                           |
| --------------------------------- | --------------------------------- | --------------------------------- |
| 선천적(생식세포 투자비용)         | 적음(0.5)                         | 많음(1)                           |
| 선천적 및 후천적(배우자 획득비용) | 많음(1)                           | 적음(0.5)                         |
| 후천적(양육행동)                  | 선택가능({\displaystyle \pm 0.5}) | 선택가능({\displaystyle \pm 0.5}) |
| 합계                              | {\displaystyle 1.5\pm 0.5}        | {\displaystyle 1.5\pm 0.5}        |

배우자1이 암컷일 경우 배우자2는 수컷이 반대로 배우자1이 수컷일 경우 배우자2는 암컷이 된다.
따라서 상대적으로 생식세포단계에서의 유전적 투자 비율의 선천적 불균형에도 불구하고 암컷과 수컷간의 성선택 행위에서 성경쟁이나 성선택권에서 보완적으로 영향을 미치며 이는 다음세대(자식)에대한  양육 행동의  투자 정도로 이어지는 과정에서 평균이 비슷한 균형을 이루게된다. 이는 수컷에게는 일부다처제가 적합도측면에서 유리하며 암컷의 경우 일처다부제가 유리함에도 불구하고 암컷과 수컷들이 일부일처제를 짝직기 전략으로 선택하는 다윈 퍼즐(Darwinian puzzle)을 푸는 실마리와도 관계있다고 여겨진다.

## 같이 보기
- 복혼